# Piłkarski poker
Piłkarski poker – polska sportowa komedia sensacyjna z 1988 roku w reżyserii Janusza Zaorskiego na podstawie scenariusza Jana Purzyckiego, poświęcona korupcji w polskiej lidze piłki nożnej. Film został oparty na autentycznej sprawie „niedzieli cudów” z 1986 roku. Krytycy i filmoznawcy uznawali Piłkarski poker za wyraz zgnilizny moralnej towarzyszącej upadkowi Polskiej Rzeczypospolitej Ludowej, podkreślając jednocześnie status filmu jako dzieła kultowego wśród widzów.

## Fabuła
Jan Laguna jest sędzią piłkarskim. Kiedyś był dobrym zawodnikiem, zasłynął ze zdobycia dwóch bramek i złamania poprzeczki bramce drużyny ZSRR. Coraz bardziej popada w alkoholizm, ale wciąż zachowuje niezależność w obliczu komercjalizacji meczów i prób ich ustawiania przez kluby piłkarskie. Kiedy odkrywa, że jego własna żona Irena i prezes klubu piłkarskiego Powiśle Warszawa Kmita manipulują nim, postanawia zrobić interes życia. Razem z Bolem, dawnym kolegą z drużyny, postanawiają „wydrukować” ostatnią kolejkę I ligi (tzn. zmanipulować wyniki spotkań zależnie od wysokości łapówek wręczanych im przez kluby) i zarobić duże pieniądze.

## Obsada aktorska
Źródło: Filmpolski.pl

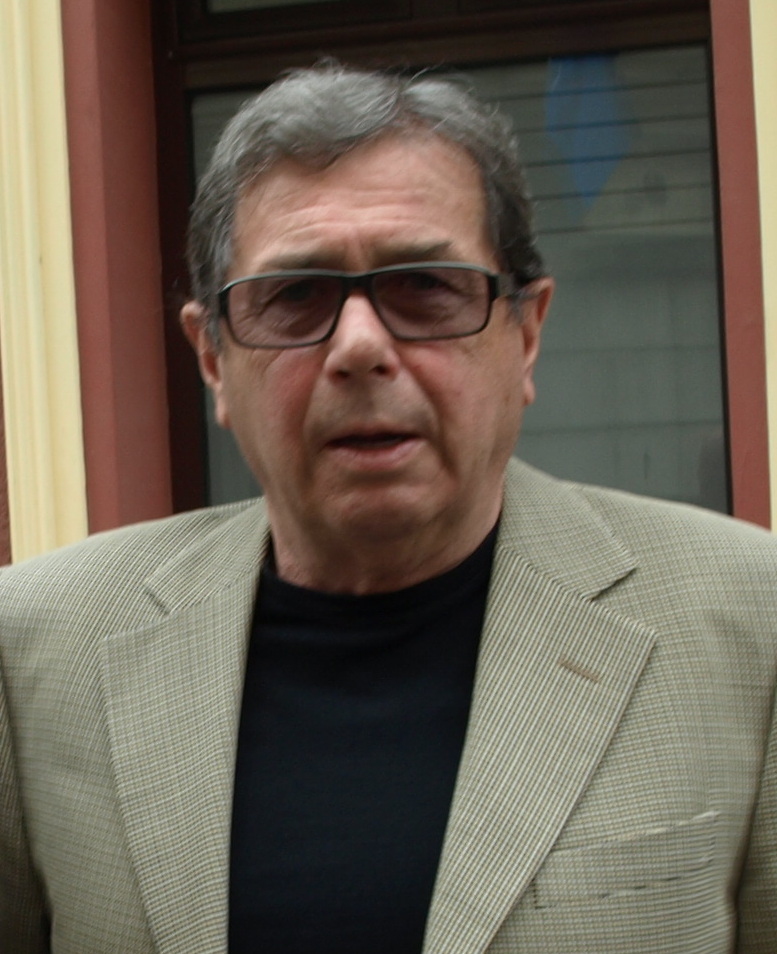
Janusz Gajos, odtwórca roli Jana Laguny

- Janusz Gajos jako Jan Laguna, sędzia piłkarski
- Małgorzata Pieczyńska jako Irena „Łapówka” Laguna, żona Laguny
- Marian Opania jako Bolo
- Mariusz Dmochowski jako Kmita, prezes klubu „Powiśle” Warszawa
- Jan Englert jako prezes klubu „Czarni” Zabrze
- Edward Lubaszenko jako stary Grom
- Olaf Lubaszenko jako Olek Grom
- Mariusz Benoit jako Józef Grundol, piłkarz „Czarnych”
- Zdzisław Wardejn jako prezes klubu „Mutra” Lubin
- Henryk Bista jako sędzia Jaskóła
- Piotr Grabowski jako konferansjer w nocnym lokalu
- Bohdan Łazuka jako on sam
- Dariusz Szpakowski jako komentator sportowy
- Janusz Zaorski jako cinkciarz przed bankiem
- Bronisław Pawlik jako Bronek, działacz starej daty w „Powiślu”
- Stefan Szmidt jako trener „Powiśla”
- Adam Baumann jako dyrektor banku na Śląsku
- Jan Jurewicz jako taksówkarz z Białegostoku
- Bohdan Ejmont jako Łapiński z Białegostoku
- Adrianna Biedrzyńska jako żona Grundola
- Grzegorz Warchoł jako prezes klubu „Oceania” Gdynia
- Andrzej Zaorski jako prezes klubu „Koks” Wałbrzych
- Jerzy Januszewicz jako prezes klubu „Odlew” Poznań
- Marek Bargiełowski jako prezes klubu „Kokon” Łódź
- Borys Marynowski jako „Narciarz”, pracownik w klubie „Czarnych”
- Jerzy Bińczycki jako działacz
- Dariusz Dziekanowski jako Dykta, piłkarz „Powiśla”
- Józef Kalita jako sędzia Jerzy Eisenstein, przedstawiciel PZPN-u w studiu telewizyjnym
- Krzysztof Zaleski jako oficjel
- Kazimierz Górski jako on sam

## Produkcja

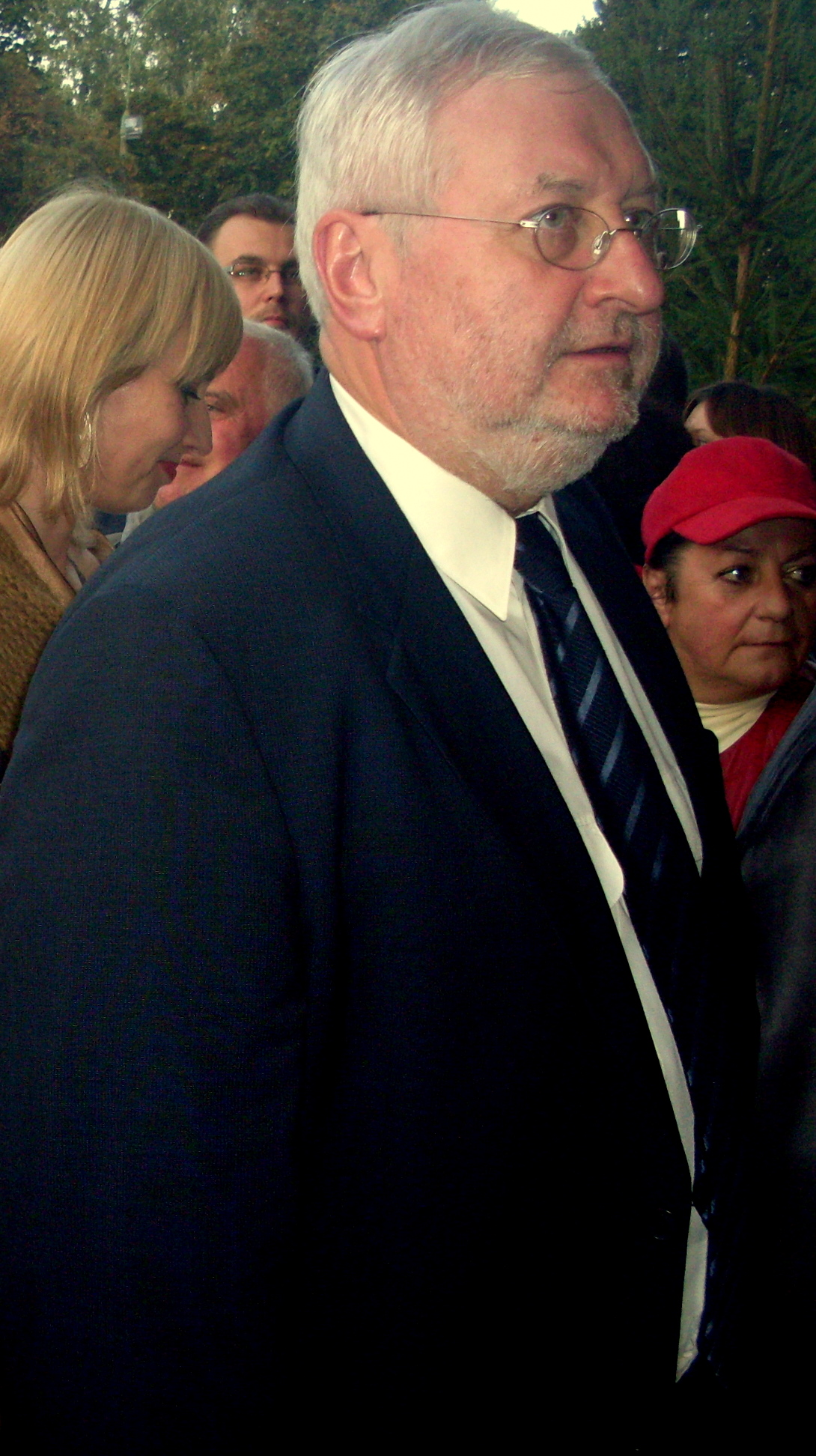
Janusz Zaorski, reżyser filmu (2009)

Piłkarski poker powstał w Zespole Filmowym „Dom” pod kierownictwem Tadeusza Lampki. Podstawą scenariusza, opracowanego przez Jana Purzyckiego, była autentyczna „niedziela cudów” z 1986 roku (między innymi niesławny mecz pomiędzy GKS-em Katowice a Motorem Lublin). Film wyreżyserował Janusz Zaorski. Zdjęcia do Piłkarskiego pokera nakręcił operator Witold Adamek, scenografię opracował Jerzy Sajko, a kostiumy wykonały Małgorzata Obłoza i Hanna Ćwikło. Muzykę do filmu skomponował Piotr Figiel, natomiast materiał zmontowała Halina Prugar-Ketling. Jako lejtmotyw pojawiający się w filmie wykorzystano piosenkę retro Trzej przyjaciele z boiska do słów Artura Międzyrzeckiego i muzyki Władysława Szpilmana.

## Odbiór
Krzysztof Mętrak z magazynu „Film” pochlebnie wyrażał się o filmie Zaorskiego, traktując go jako „film-przebój, niewątpliwie popisowy produkt naszej pop-kultury ostatniego sezonu”. Stanisław Kuszewski z pisma „Kino” podkreślał związki Piłkarskiego pokera z konwencją gatunkową filmu sensacyjno-kryminalnego, porównując film Zaorskiego do Wielkiego Szu (1982) Sylwestra Chęcińskiego (tym bardziej że scenariusz Wielkiego Szu też napisał Jan Purzycki).
Wraz z upływem czasu pojawiały się jednak głosy krytyczne wobec filmu Zaorskiego. Jakub Majmurek jako słabą stronę Piłkarskiego pokera wskazywał zakończenie, które unieważnia tak akcentowaną przedtem „szczerość intencji” Laguny, pozornie sprzeciwiającego się systemowi przeżartemu korupcją: „Tak jak Jurek z Wielkiego Szu, wszyscy w świecie Piłkarskiego pokera zbyt mocno tkwią w grze, by byli w stanie z niej wyjść”.
Zdaniem Tadeusza Lubelskiego, pomimo mało wiarygodnej końcówki, Piłkarski poker mógł być odczytywany przez widzów jako diagnoza upadku moralnego Polskiej Rzeczypospolitej Ludowej. „Zdegenerowany, całkowicie przeżarty korupcją świat piłki nożnej jest tu odwzorowaniem gnijącego systemu. Fabuła filmu sugeruje, że żaden ligowy mecz nie jest rozgrywany uczciwie; wszystkie są kupowane przez bogatsze od przeciwników kluby u sprzedajnych sędziów”. Wiarygodność samego filmu podkreślało także obsadzenie w roli komentatora Dariusza Szpakowskiego, a także gościnny występ Kazimierza Górskiego. W ogólnym rozrachunku jednak czyn Laguny, jakim jest ukazanie stanu korupcji w polskiej piłce i obnażenie choroby systemu, nie jest zdaniem Lubelskiego wystarczający: „o realnej szansie na wyleczenie film milczy”.
Mimo to Iwona Kurz i Piotr Kubkowski podkreślali trwały status Piłkarskiego pokera jako filmu kultowego. Oboje zaznaczyli, że wiele wynaturzeń kultury sportowej lat 80., dobrze znanych ówczesnym widzom filmu, przetrwało do czasów współczesnych. O nieprzemijalności diagnozy stawianej przez Zaorskiego i Purzyckiego świadczyła późniejsza „niedziela cudów” z sezonu 1992/1993, która wywołała jeszcze większy skandal w środowisku piłkarskim.
Film został uhonorowany w 1989 roku Nagrodą Szefa Kinematografii za twórczość filmową w dziedzinie filmu fabularnego.